# Rheuma
Mit Rheuma (altgriechisch ῥεῦμα rheuma, deutsch ‚Strömung‘, ‚Fluss‘, ‚Fließen‘; Plural: Rheumata) oder Rheumatismus werden in der Umgangssprache Beschwerden am Stütz- und Bewegungsapparat mit reißenden und ziehenden Schmerzen bezeichnet, die oft mit funktioneller Einschränkung einhergehen und ganz unterschiedliche Ursachen haben. Beschwerden am Bewegungsapparat gehören zu den häufigsten Gründen für die Inanspruchnahme des Gesundheitswesens. So gehören in den Industriestaaten Kreuzschmerzen zu den häufigsten angegebenen Schmerzen. Erkrankungen des Muskel-Skelett-Systems stehen als Ursache für vorzeitige Berentung nach den psychischen Erkrankungen an zweiter Stelle. Der Rheumatismus lässt sich unterteilen in entzündlichen Rheumatismus, degenerativen Rheumatismus und extraartikulären Rheumatismus (Weichteilrheumatismus). Der Begriff „entzündlich-rheumatische Erkrankung“ bezeichnet eine chronische ganzkörperliche Autoimmunerkrankung. Das zuständige Fachgebiet ist die Rheumatologie. In diesem Artikel soll der umgangssprachliche Begriff Rheuma behandelt werden.

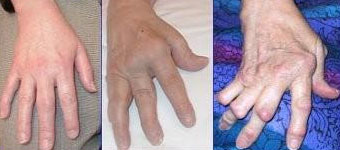
Hände mit chronischer Polyarthritis (cP)

## Geschichte
Frühe Behandlungsversuche von an Rheuma erkrankten Menschen erfolgten im 7. Jahrhundert v. Chr. in Mesopotamien (beim assyrischen König Asarhaddon) mit Süßholz, Massagen und schweißtreibenden Mitteln (Asarhaddons Arzt, Arad-Nana, diagnostizierte bei seinem Dienstherrn eine Entzündung, die im Kopf, Händen und Füßen lokalisiert war und empfahl, den vermeintlichen Krankheitsherd, die (kariösen) Zähne, zu entfernen).
Hippokrates beschrieb bereits Symptome des rheumatischen Fiebers und unterschied den akuten Gelenkrheumatismus bzw. entzündliche Gelenkerkrankungen (Arthritis) von der Gicht (Podagra).
Der schon im Corpus Hippocraticum auftauchende Begriff „Rheuma“ bzw. „Rheumatismus“ (von griechisch rheumatismós, ῥευματισμός) ist aus der antiken Humoralpathologie bzw. Vier-Säfte-Lehre im Zusammenhang mit dem „Fließen schlechter Säfte“ entstanden und wurde später auf Krankheiten mit „fließenden“ bzw. vagierenden, reißenden Schmerzen unter der Haut, vor allem in Gelenken, Sehnen und Muskeln übertragen. Sowohl „Rheuma“ als auch „Katarrh“ bezeichneten in der antiken Medizin sowohl mit sichtbarer Sekretion einhergehende Krankheiten (zum Beispiel Schnupfen, vgl. französisch rhume) als auch jeden als abnorm angesehenen (hypothetischen) Säftestrom und jede Ansammlung krankhafter Säfte (humores) im Körperinnern.
Die traditionellen Begriffe Rheuma und Rheumatismus wurden mit dem Liber de Rheumatismo et Pleuritide dorsali (fertiggestellt 1591, erschienen 1642) von Guillaume de Baillou (1538–1616) geprägt. Er glaubte nach der damaligen Lehre der Körpersäfte (Humoralpathologie), dass kalter „Schleim“ vom Gehirn herab zu den Extremitäten fließe und die entsprechenden Beschwerden auslöse, unterschied jedoch erstmals (im Gegensatz zum Corpus Hippocraticum und Galenos) die Begriffe Rheuma und Katarrh sowie die Krankheitsbilder von Gicht, lokalisierter Arthritis und allgemeinem Rheumatismus.
Paracelsus nennt im 16. Jahrhundert rheumatische Zustände „tartarische“ Krankheiten, abgeleitet von tartarus (Weinstein), da sich wie in einem Weinfass die schmerzverursachenden Schadstoffe im Körper ablagern sollen. Der englische Arzt Thomas Sydenham führte im 17. Jahrhundert den Rheumatismus auf eine Entzündung des Blutes zurück. Den ersten Rheumafaktor entdeckte Erik Waaler 1939 zufällig bei der Syphilis-Diagnostik (mittels eines Komplement verbrauchenden Tests) eines Patienten, der gleichzeitig an chronischer Polyarthritis litt.
Die ersten bedeutenden Rheumamittel waren Goldpräparate gegen chronische Polyarthritis und die (auch heute noch gegen Gicht eingesetzte) colchicinhaltige Herbstzeitlose, die im 5. Jahrhundert von Asien nach Byzanz gebracht und später mit Allopurinol ergänzt wurde. Gegen die chronische Polyarthritis wurde 1948 erstmals Kortison verwendet, später auch Chloroquin und D-Penicillamin. Zur Behandlung des rheumatischen Fiebers wurde gegen Ende des 19. Jahrhunderts die in der Rinde von Weiden (Salix-Arten) enthaltene Salicylsäure benutzt (Weidenrinde war jedoch schon zuvor Fieber- und Rheumamittel), bevor um 1900 Acetylsalicylsäure das hierzu eingesetzte Standardmittel wurde (1961 kam dann Indometacin auf den Markt). Die Firma Bauer & Cie – Johann A. Wülfing bot mit Auro-Detoxin ein Präparat zur Goldtherapie des „chronischen Gelenkrheumatismus“ an.

## Einteilung
Zum rheumatischen Formenkreis gehören sehr unterschiedliche Krankheitsbilder, die nach ihrer Ursache in vier Hauptgruppen eingeteilt werden. Innerhalb dieser Gruppen wird eine weitere Unterteilung vorgenommen. Derzeit gilt folgendes Klassifizierungsschema:
Entzündlich-rheumatische Erkrankungen (autoimmunbedingt)
Hier steht die Entzündung am Ausgangspunkt der Ursachenkette:
Degenerative („verschleißbedingte“) Erkrankungen des Bewegungsapparates, hier kommen vorübergehende Entzündungsprozesse vor, diese sind aber nicht Ursache der Erkrankung:
- Arthrosen
- Sehnenscheidenentzündungen

Stoffwechselstörungen, die mit Schmerzen und Entzündungen am Bewegungsapparat einhergehen können:
- Gicht und andere Kristallablagerungskrankheiten
- Hämochromatose (Eisenstoffwechselstörung)

Schmerzhafte, nichtentzündliche Erkrankungen der Weichteile mit Symptomen wie Schmerzen im Bereich von Muskulatur und Sehnen
- Fibromyalgie (nichtentzündlicher Weichteilrheumatismus, „Weichteilrheuma“)

### Internationale Klassifizierung
Erkrankungen, die dem Beschwerdebild Rheuma zugrunde liegen, werden in der ICD-11 im Kapitel 15 „Krankheiten des Muskel-Skelett-Systems oder des Bindegewebes“ behandelt. Der Begriff „Rheuma“ als eigenständige Diagnose kommt dort nicht vor.

## Entstehung und Verlauf
Da in der Umgangssprache unter dem Begriff Rheuma sehr unterschiedliche Störungen zusammengefasst werden, ist es nicht möglich, dieses Thema allgemein zu behandeln. Angaben hierzu finden sich in den Artikeln zu den einzelnen Erkrankungen.

## Diagnostik
Kern der Rheuma-Diagnostik ist die gründliche Anamnese und die körperliche Untersuchung. Hiermit kann häufig schon eine Diagnose gestellt werden. Ergeben sich keine Warnsignale, sind beispielsweise bei Rückenschmerzen keine weiteren diagnostischen Maßnahmen erforderlich.
Für die genaue Einordnung einer Diagnose kann der Nachweis von Antikörpern (Rheumafaktoren) und genetischen Markern im Blut des Patienten ein wichtiger Faktor sein. Schwierig ist dabei, dass diese nicht zwingend mit einer bestimmten Erkrankung einhergehen und sogar manch nachweislich Erkrankter keine entsprechenden Antikörper oder genetischen Marker aufweist. So besitzen sie in der Diagnostik meist keinen beweisenden, sondern eher einen richtungsweisenden Charakter.
Bei bestimmten Fragestellungen können bildgebende Verfahren, wie konventionelle Röntgendiagnostik, Computertomografie, Magnetresonanztomografie und Szintigrafie weitere Informationen liefern.

## Therapien
Wie bei den Krankheitsursachen, kann es für die vielgestaltigen Krankheitsbilder keine einheitliche Therapie geben. Generell wird bei Erkrankungen des Bewegungsapparates jedoch ein aktives Therapiekonzept bevorzugt. Als Beispiel kann die „Nationale Versorgungsleitlinie unspezifischer Kreuzschmerz“ dienen. Hier gelten körperliche Bewegung und Bewegungstherapie in Verbindung mit verhaltenstherapeutischen Maßnahmen als besonders hilfreich. Nicht empfohlen werden Massagen, Ergotherapie, Kinesio-Taping, Kurzwellenbehandlung, Magnetfeldtherapie und Elektrotherapien wie TENS. Akupunktur wird in der Leitlinie mit dem niedrigsten Evidenzgrad 0 und der Formulierung „kann angewendet werden“ aufgeführt.
Die moderne Phytotherapie in Europa verwendet standardisierte und zugelassene Extrakte aus Pflanzen. Diese sind in der Rheumatherapie für sekundäre Therapien zur Linderung von Folgeerscheinungen bei Krankheiten des rheumatischen Formenkreises gängig, entbehren aber in der Regel eines wissenschaftlich gesicherten Nachweises der Wirksamkeit.

## Selbsthilfeorganisationen
- Deutsche Rheuma-Liga
- Rheumaliga Schweiz

## Welt-Rheuma-Tag
Der Welt-Rheuma-Tag (engl.: world arthritis day) wurde erstmals 1996 von der Arthritis and Rheumatism International (ARI) ins Leben gerufen, der internationalen Vereinigung von Selbsthilfeverbänden Rheumabetroffener. Ziel ist es, die Anliegen rheumakranker Menschen an diesem Tag in das Bewusstsein der Öffentlichkeit zu rücken. Der Welt-Rheuma-Tag findet immer am 12. Oktober weltweit statt.
Die Deutsche Rheuma-Liga hat den Jahrestag in Deutschland erstmals 2005 eingeführt und begeht den 12. Oktober seitdem stets mit einem besonderen Motto und Kampagnenschwerpunkt.

## Ältere Literatur
- Ludwig Heilmeyer, Wolfgang Müller: Die rheumatischen Erkrankungen. In: Ludwig Heilmeyer (Hrsg.): Lehrbuch der Inneren Medizin. Springer-Verlag, Berlin/Göttingen/Heidelberg 1955; 2. Auflage ebenda 1961, S. 309–351.
- Friedrich Klinge: Die rheumatischen Erkrankungen der Knochen und Gelenke und der Rheumatismus. In: Otto Lubarsch und andere (Hrsg.): Handbuch der speziellen pathologischen Anatomie und Histologie. Band 9, 2. Teil: Gelenke und Knochen. Springer, Berlin 1934, S. 107 ff.